# 鲜于仲通
鮮于仲通（693年—755年1月2日），名向，字仲通，以字行，是中国唐朝河北道渔阳郡（今天津市蓟县）人，曾祖辈时已定居于剑南道新政县。

## 家世
- 五世祖：鲜于绪，北周怀州刺史。
- 高祖：鲜于明，唐蒲州刺史、定襄公。生匡赞、匡济、匡绍。
- 曾祖：鲜于匡赞生士简、士迪
- 曾叔祖：鲜于匡绍，由太仆卿出牧于阆州。定居新政县。以侄子鲜于士简为后。
- 祖：鲜于士简，与兄弟士迪“以财雄巴蜀，招徕宾客，名动当时，郡中惮之，呼为北虏”
- 父：鲜于令徵，赠遂宁郡太守、太常卿、左散骑常侍。生鲜于仲通、鲜于叔明（李叔明）

## 生平
开元二十年（732年），鲜于仲通年近四十，举乡贡进士高第。二十六年，鲜于仲通调补益州新都县县尉。步入仕途。鲜于仲通和杨国忠勾结，天宝九载（750年），以益州大都督府长史兼御史中丞、持节充剑南节度副大使知节度事、剑南山南西道采访处置使，十载（751年），率兵攻打南诏，在泸南（今云南省姚安县）大败，损兵六万。杨国忠掩盖他的败绩，推荐鲜于仲通入京为司农少卿，十一载（752年）拜京兆尹，十二载，因忤逆杨国忠被贬为邵阳郡司马。十二载秋八月，除汉阳郡太守。十三载闰十一月十五日（755年1月2日），终於官舍，年六十二。有《鲜于向集》。宝应元年（762年）追赠卫尉卿，广德元年（763年），又追赠太子少保。
有子六人：长子璧州刺史鲜于昱，次子赠左金吾卫郎将鲜于昊，随父战死於西洱河。第三子万州刺史鲜于炅。第四子前乡贡明经鲜于晃，先于父而卒，第五子青城尉鲜于晏，幼子成都府参军鲜于景。